# Pristimantis buccinator
Pristimantis buccinator é uma espécie de anfíbio  da família Craugastoridae. Pode ser encontrada no Brasil e Peru. Os seus habitats naturais são: florestas subtropicais ou tropicais húmidas de baixa altitude.